# ムツ属
ムツ属（学名: Scombrops ）は、スズキ目のムツ科(Scombropidae)に属する唯一の属である。本属にはインド太平洋、および西大西洋から3種が知られており、日本ではムツ S. boopsとクロムツS. gilbertiの2種がみられる。ただし、近年の研究では未記載種の存在も示唆されている。

## 形態
本属に属する魚類はやや側扁した長楕円形の体型をもち、大きく開く口を端位にもつ。両顎には1列の鋭い犬歯がみられる。2基の背鰭をもち、お互いに離れた位置につく。臀鰭には3本の棘条をもつ。

## 分類

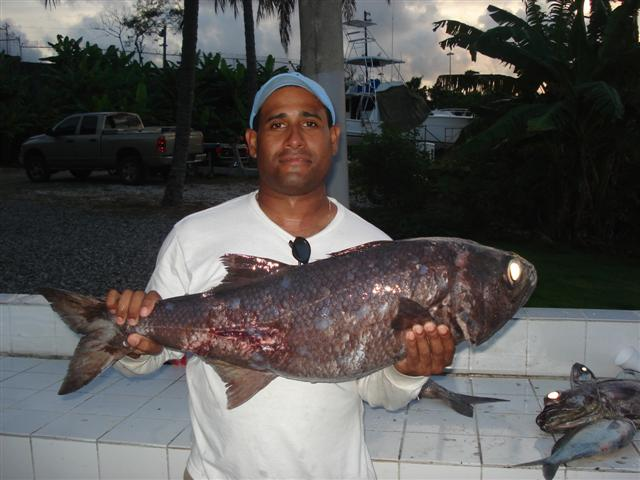
Scombrops oculatus（ドミニカ共和国）

ムツ属には世界で3種が認められており、日本にはそのうちムツS. boops とクロムツS. gilbertiが分布する。各種の生息域は以下の通り。
- ムツ  Scombrops  boops (Houttuyn, 1782) - インド洋・西太平洋、日本の北海道以南[3][5]
- クロムツ Scombrops gilberti (Jordan & Snyder, 1901) - 日本の北海道から駿河湾まで[6]
- Scombrops oculatus (Poey, 1860) - 西大西洋[7]

ただし近年の分子系統学的研究では、これらの種以外に、日本近海においてこれまでムツやクロムツと同定されてきた未記載の隠蔽種が1種存在することが報告されている。
スズキ亜目の中で本種はハタンポ科ともっとも近縁で、両属は姉妹群の関係にあるとする研究が発表されている。